# Санди Холу-Есконидас (Тексас)
Санди Холу-Есконидас (енгл. Sandy Hollow-Escondidas) насељено је место без административног статуса у америчкој савезној држави Тексас.

## Демографија
По попису из 2010. године број становника је 296, што је 137 (-31,6%) становника мање него 2000. године.
| Група             | 2000.       | 2010.       |
| Белци             | 192 (44,3%) | 114 (38,5%) |
| Афроамериканци    | 1 (0,2%)    | 6 (2,0%)    |
| Азијати           | 0 (0,0%)    | 0 (0,0%)    |
| Хиспаноамериканци | 235 (54,3%) | 176 (59,5%) |
| Укупно            | 433         | 296         |